# Sainte-Marie-du-Mont (Isère)
Sainte-Marie-du-Mont è un comune francese di 239 abitanti situato nel dipartimento dell'Isère della regione dell'Alvernia-Rodano-Alpi.

## Società

### Evoluzione demografica
Abitanti censiti